# Saint-Antoine-de-l'Isle-aux-Grues
Saint-Antoine-de-l'Isle-aux-Grues es un municipio parroquial canadiense situado en la provincia de Quebec.

## Superficie
Saint-Antoine-de-l'Isle-aux-Grues tiene una superficie de 23,97 km².

## Demografía
En 2021, tenía 122 habitantes, una densidad poblacional de 5,1 hab./km², y 102 viviendas.